# Liste des cours d'eau en Thaïlande
Ceci est une liste des cours d'eau de Thaïlande . Les rivières sont classées par ordre alphabétique dans leurs provinces respectives ou districts gouvernés spéciaux. La même rivière peut être trouvée dans plus d'une province car de nombreuses rivières traversent les frontières de la province.

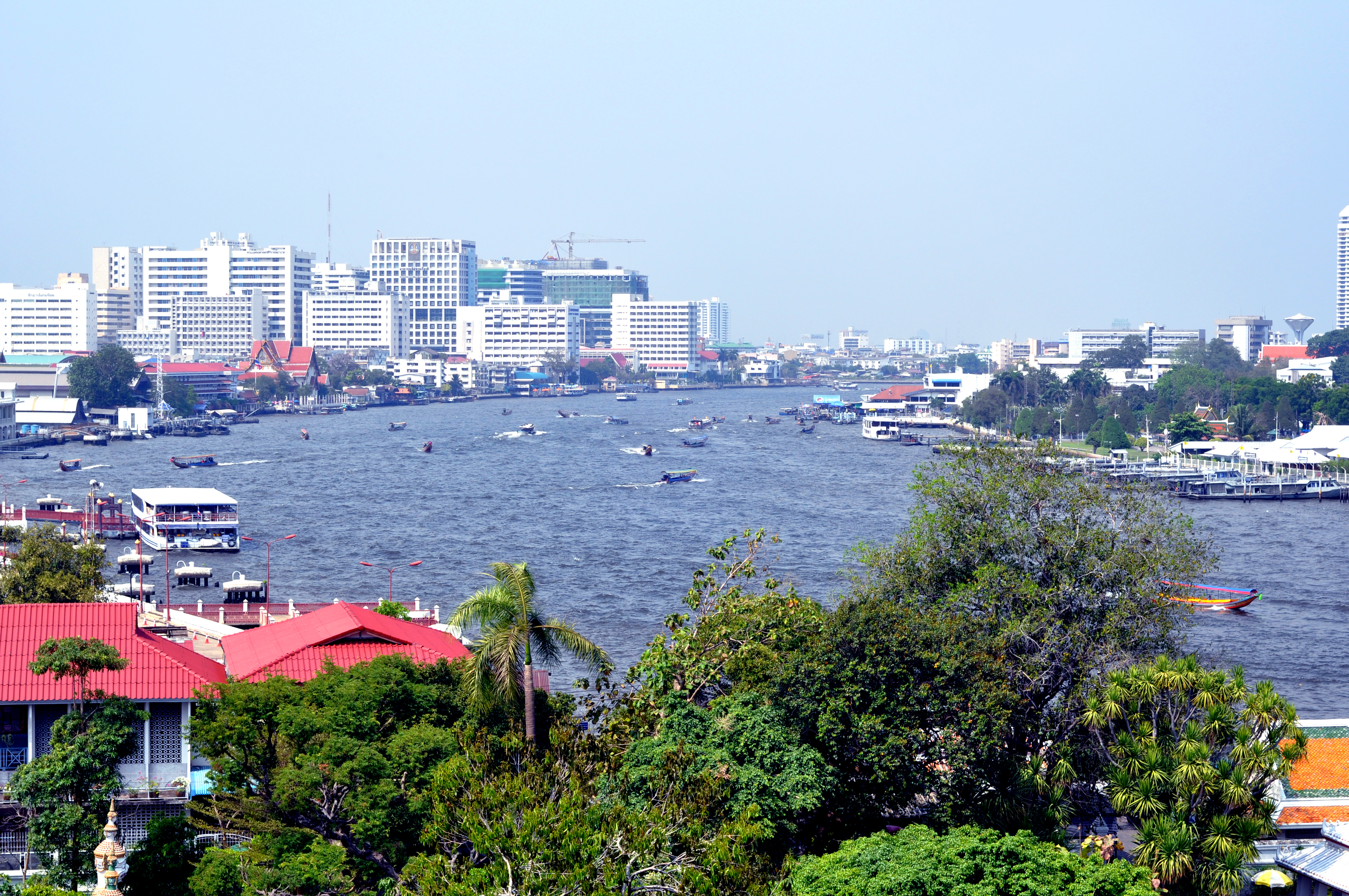
La rivière Chao Phraya à Bangkok

## Provinces

### Ang Thong
- Chao Phraya

### Ayutthaya
- Chao Phraya
- Lopburi
- Noi (rivière) (en)
- Pa Sak

### Bueng Kan
- Mékong

### Buriram
- Mun
- Lam Takhong (rivière) (en)

### Chachoengsao
- Bang Pakong
- Nakhon Nayok

### Chainat
- Chao Phraya
- Sakae Krang
- Tha Chin

### Chaiyaphum
- Chi

### Chanthaburi
- Chanthaburi (rivière) (en)

### Chiang Mai
- Kok
- Li (rivière)
- Ping

### Chiang Rai
- Ing (rivière) (en)
- Kok
- Mae Sai (rivière) (en)
- Mékong
- Ruak
- Wang
- Yom

### Kalasin
- Chi

### Kamphaeng Phet
- Ping
- Sakae Krang

### Kanchanaburi
- Kwaï Yai
- Mae Klong
- Phachi (rivière) (en)

### Lampang
- Wang

### Lamphun
- Li (rivière)
- Ping

### Loei
- Hueang (rivière) (en)
- Loei (rivière) (en)
- Mékong
- Pa Sak

### Lop Buri
- Pa Sak

### Mae Hong Son
- Moei
- Pai
- Salouen

### Maha Sarakham
- Chi

### Nakhon Pathom
- Mae Klong
- Tha Chin

### Nakhon Phanom
- Mékong

### Nakhon Ratchasima
- Mun

### Nakhon Sawan
- Chao Phraya
- Nan
- Ping
- Sakae Krang
- Yom

### Nakhon Si Thammarat
- Tapi
- Trang (rivière) (en)
- Pakphanang (rivière)

### Nan
- Nan
- Wa (rivière)

### Nong Khai
- Mékong

### Nonthaburi
- Chao Phraya

### Mukdahan
- Mékong

### Pattani
- Pattani

### Phayao
- Ing (rivière) (en)
- Yom

### Phetchabun
- Pa Sak

### Phetchaburi
- Phetchaburi

### Phichit
- Nan
- Yom

### Phitsanulok
- Nan
- Yom

### Phrae
- Yom

### Prachinburi
- Bang Pakong

### Ratchaburi
- Mae Klong
- Phachi (rivière) (en)

### Samut Sakhon
- Tha Chin

### Saraburi
- Lopburi
- Pa Sak

### Sisaket
- Mun

### Suphan Buri
- Tha Chin

### Tak
- Kwaï Yai
- Mae Klong
- Ping
- Wang

### Trang
- Trang (rivière) (en)

### Ubon Ratchathani
- Chi
- Mékong
- Mun

### Uttaradit
- Nan

### Yala
- Pattani

## Districts gouvernés spéciaux

### Bangkok
- Chao Phraya